# Мустанг
Мустанг је типичан „дивљи” северноамерички коњ, који води порекло од подивљалих домаћих коња које су довели у Америку шпански конкистадори. Реч Мустанг долази од шпанске речи mestengo (mesteño), што је означавало шпански цех који је узгајао стоку у Кастиљи. Мустанг је синоним америчког дивљег запада и представља грациозност, лепоту, брзину и независност, зато је данас тај синоним често употребљаван у производима високог разреда (мотори, аутомобили).
Године 1971. амерички конгрес признаје Мустанга као историјски симбол Запада. 
Мустанг је био први домаћи коњ који је дошао у Америку са Шпанцима. До тада амерички континент га није познавао. Преци коња су живели у Америци у праисторији, а касније су изумрли.

## Изумрли преци коња у Северној Америци
Породица коња (Equidae), потиче из Северне Америке, где је настала пре 55 милиона година. На основу скорашње ДНК студије дошло се до закључка да је међу врстама коња које су живеле у Северној Америци и врста која је предак данашњег коња. Крајем касног плеистоцена, постојале су две познате лозе из породице коња у Северној Америци: једну су чиниле врсте рода Equus, а другу род Haringtonhippus, који је садржао само једну познату врсту Haringtonhippus francisci. Крајем последњег леденог доба, род Haringtonhippus је изумро, а Equus је локално изумро у Северној Америци. 

## Први мустанзи у Америци
Први коњи дошли су у Америку са Шпанцима око 1500. Били су андалузијског, арапског и магребског порекла. Приликом шпанских експедиција неки од њих су побегли или су их отели Индијанци (експедиција Ернанда де Сотоа, Франсиска Васкеза де Коронада). То је био разлог за брзо ширење популације коња по Америци. Мустанг је био врло добро прихваћен и код Индијанаца, којима је коњ постао веома значајан, нарочито Команчима, Шошонима и Незперси.
Мустанг је постао обавезан симбол у представљању Америке, било у нападима на поштанске возове или биткама Индијанаца и каубоја. Холивуд га издиже у легенду.
Коњи су били великог значаја у освајању Америке. Кад су Индијанци видели Шпанце на коњу, сматрали су их божанством. До тада никад виђени, коњи су им уливали велики страх.